# Hôtel Splendid
Pour les articles homonymes, voir Splendid (homonymie).
Ne doit pas être confondu avec Hotel Splendide.
L'hôtel Splendid est situé sur la commune de Dax, dans le département français des Landes. Le bâtiment, pour ses façades et toitures, ainsi qu'à l'intérieur,  le grand hall et son décor, les salles à manger et leur décor, le grand salon fumoir avec son décor, les escaliers avec leurs rampes et leurs vitraux, et pour finir, la fontaine thermale dans le petit hall ouest, est inscrit au titre des monuments historiques par arrêté du 18 décembre 1991.

## Présentation

### Historique
À l'emplacement de l'hôtel actuel s'élevait un château fort édifié au Moyen Âge. Il fut aux XIe et XIIe siècles le siège de la vicomté et à partir du XIIIe siècle, la résidence du gouverneur militaire de Dax. En 1320, il tint lieu de garnison ; il y avait alors cinq chevaliers et quatre-vingt-dix sergents à pied. Modifié aux XVe et XVIIe siècles, il deviendra, par la suite, une caserne. Alfred de Vigny y resta quelques mois en tant que lieutenant. Désaffecté en 1888, le château sera rasé en 1891 pour être remplacé en 1894 par l'établissement Dax - Salins - Thermal, construit par l'architecte prix de Rome Pierre Esquié, que prolongeait un casino. En juillet 1926, un incendie ravage les deux bâtiments.
C'est alors qu'Eugène Milliès-Lacroix, maire de Dax, fait édifier un palace luxueux, le Splendid Hôtel, chef-d’œuvre architectural de l'entre-deux-guerres et fleuron de l'activité hôtelière et thermale des Landes. Les plans d’architecture et les projets de décoration sont signés André Granet, assisté par Roger-Henri Expert et Albert Pomade. L'édifice est construit en 1928 et inauguré en octobre 1929. Il comporte 149 chambres, dont 3 suites. 
L'hôtel a été rénové et a ouvert le 31 mars 2018.

### Architecture
La hauteur des plafonds et la largeur des pièces rappellent que l’Art déco a vu le jour à une époque où l'on avait la « folie des grandeurs ». Le contraste entre le volume des pièces et le mobilier tassé donne une impression de hauteur encore plus importante. Les lustres du hall et de l'escalier ont été réalisés par les verriers Genet et Michon. L'éclairage en Art déco fait partie intégrante de la conception de l'intérieur. L'escalier est lumineux, celui du paquebot Normandie, conçu plus tard, lui ressemblant. Le rez-de-chaussée regroupe un grand hall, deux bars, deux restaurants et un fumoir de style Art déco et le sous-sol comporte un spa de 1800 m².